# Maraîche
Lamna nasus
« Veau de mer » redirige ici.  Pour le veau-marin, voir phoque veau-marin.
Espèce
Statut de conservation UICN

 VUA2bd+3d+4bd : Vulnérable
Répartition géographique
Statut CITES
La Maraîche (Lamna nasus), également appelée Veau de mer, Requin-taupe commun ou Requin marsouin, est une espèce de requins de la famille des Lamnidae, descendante d'une lignée présente sur Terre depuis près de 400 millions d’années.

## Description
Lamna nasus peut atteindre 3,5 mètres de long et présente un museau pointu (rostre) et de grandes fentes branchiales. Son dos est bleu-noir ou gris et son ventre blanchâtre. L’espèce est considérée comme étant en danger d’extinction.

### Confusion possible

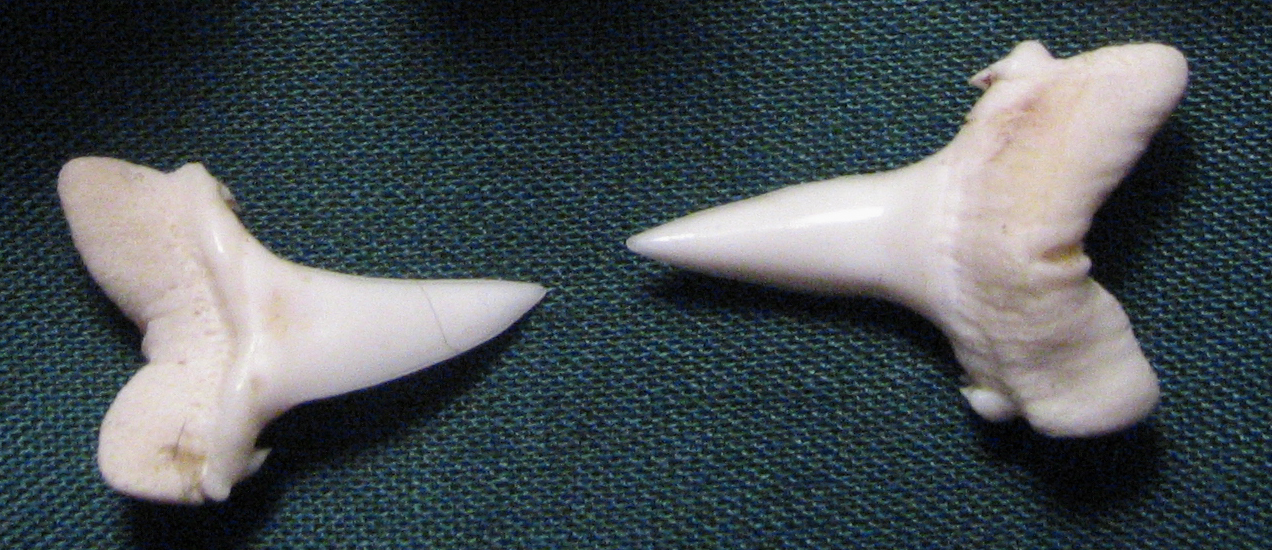
Dents de maraîche mesurant moins de 15 mm.

Cette espèce est parfois confondue avec d'autres lamnidés comme le requin mako ou le Grand requin blanc.
Chaque dent du Requin-taupe - contrairement à celles du mako - est ornée de deux denticules disposées de chaque côté.
C'est une espèce en forte régression qui semble localement menacée ou qui a disparu d'une partie de son aire de répartition.
L'Europe a établi un moratoire sur sa pêche en 2009.

## Répartition et habitat
Ce requin fréquente le littoral et la zone épipélagique (0 à 370 m) est absent des eaux équatoriales ; il préfère les eaux froides inférieures à 18 °C.
Principalement présent dans l'Atlantique nord, on le trouve aussi en Australie, au Brésil et au Chili.
Les migrations entre l'ouest et l'est Atlantique sont rares et les populations sont considérées comme distinctes. Rien n'atteste qu'il y ait des échanges génétiques entre les populations de l'hémisphère nord et celles de l'hémisphère sud, ces zones étant séparées par des mers tropicales.

## Biologie et écologie
La Maraîche est endotherme, elle maintient sa température au-dessus de la température de l'eau.
Le plus vieux spécimen capturé a été estimé à 26 ans.
La durée de vie maximum se situe entre 30 et 40 ans pour les populations de l'Atlantique nord, et pourrait atteindre 65 ans dans le Pacifique sud,.

### Reproduction
Dans l'Atlantique nord, la maturité sexuelle des mâles est entre 6 et 11 ans et entre 12 et 18 ans pour les femelles,.
Dans le Pacifique sud-ouest, la maturité sexuelle des mâles est entre 8 et 11 ans et entre 15 et 18 ans pour les femelles,,.
Comme tous les lamnidés, cette espèce est ovovivipare avec cannibalisme in utero.
La période de gestation est de huit à neuf mois, et la femelle donne naissance en moyenne à quatre petits par portée.

### Alimentation

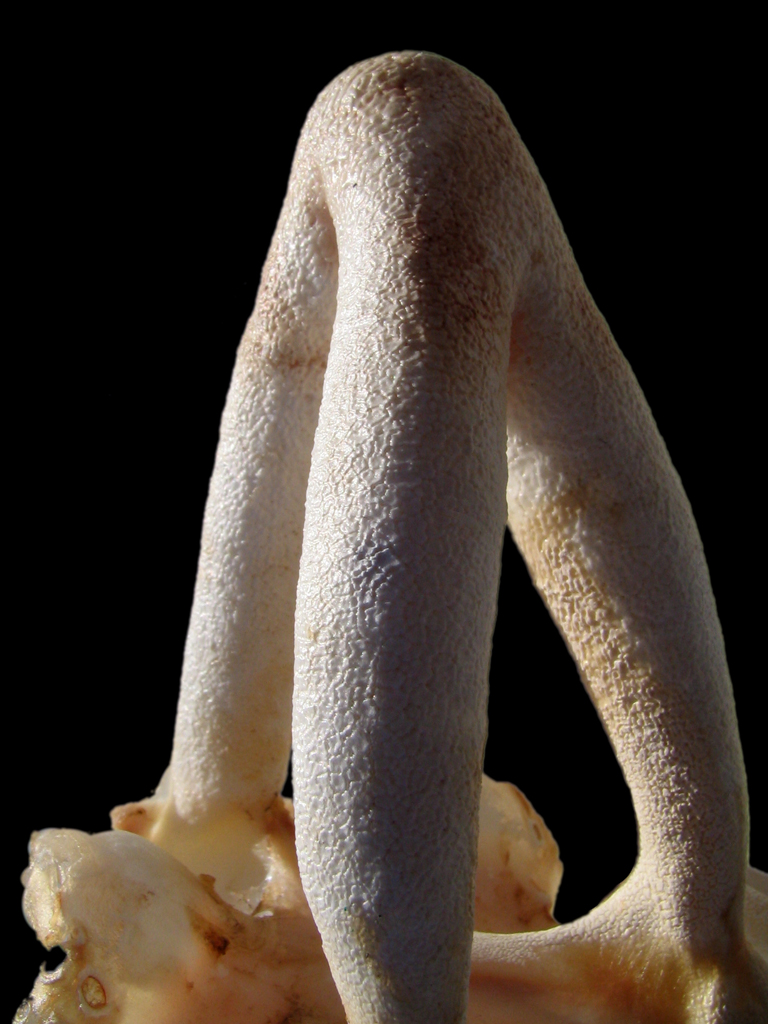
Squelette d'un rostre (museau) de maraîche, à symétrie presque triangulaire. Il est formé de différents types de cartilages, servant de pare-chocs et encastrant certains organes sensoriels.

L'espèce se nourrit de harengs, de morues, de maquereaux, de roussettes, de merlans et d'autres poissons qui, pour la plupart sont plus petits qu'elle. Actif quand il chasse, ce requin se défend mal quand il est pris à l'hameçon (à l'inverse du Mako).

## Relations avec l'Homme
On recense quelques rares attaques sur des hommes ou des bateaux [réf. nécessaire].
Le Requin-taupe commun ne mord que pour se nourrir (pression de mâchoire d'à peine deux kilos). Très irritable, il préfère charger pour se défendre. Sa vitesse non négligeable de 30 km/h, sa mâchoire très résistante lancée à cette allure peut briser la coque d'un petit bateau.

### Pêche

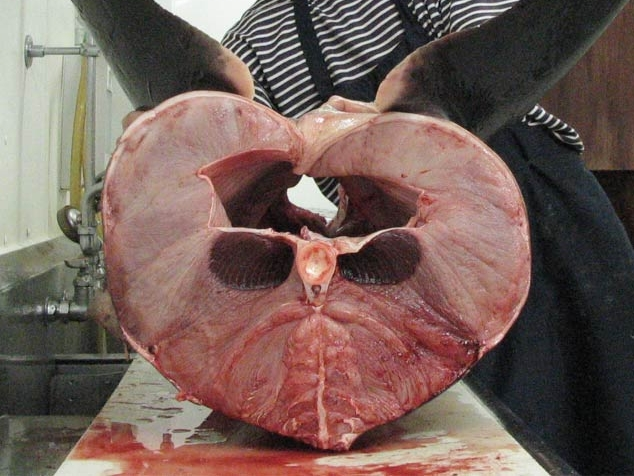
Maraîche coupée transversalement dans une poissonnerie au Québec.

La Maraiche est très pêchée, particulièrement en France (Bretagne), pour sa chair, ses ailerons et son huile.
Sa chair rose a différents niveaux de tendreté. Elle est plus grasse dans la zone abdominale et moins tendre en allant vers la queue. Dans une coupe transversale (darne), on peut voir dans le muscle deux médaillons (symétriques) plus foncés, rouge vin, qui sont riches en sang, dont la saveur et la texture se rapprochent de celles du foie. Les cartilages articulant les nageoires sont utilisés pour les soupes et les vertèbres (cartilagineuses) sont réputés être de bons « os pour chiens ».
La Maraîche est vendue en Europe francophone sous la désignation de « veau de mer ». Au Québec, elle est généralement connue comme étant du « requin » et parfois, faussement, du « mako ».
Sa population diminue significativement dans le monde entier, connaissant un déclin de 60 % dans l’océan Atlantique depuis les années 1950. Près de 100 millions de spécimens sont pêchés chaque année.

### Statut et protection de l'espèce
Cette espèce a une large aire de répartition mais possède un faible taux de reproduction. Compte tenu de sa haute valeur commerciale, elle est activement recherchée, ce qui a abouti à une forte réduction des populations particulièrement de l'Atlantique.
L'Union internationale pour la conservation de la nature a mis le requin-taupe commun sur la Liste rouge de l'UICN et l'a évalué comme :
- Espèce vulnérable globalement,
- Espèce en danger en Atlantique nord-ouest,
- Espèce en danger critique d'extinction en Atlantique nord est et Méditerranée.

#### Mesure de protection ou de régulation des pêches
Inscrite sur l'appendice III de la CITES depuis le 25 septembre 2012, elle est inscrite en 2013 lors du CoP16 de la CITES à l'appendice II, permettant une régulation plus importante de son commerce international. Un délai de 18 mois est accordé aux membres pour résoudre les problèmes techniques et administratifs liés à sa protection. Il est inscrit sur l'appendice II de manière effective depuis le 14 septembre 2014.
Les États-Unis et le Canada ont entrepris de limiter les prises, ce qui pourrait améliorer la situation des populations des côtes américaines.[réf. nécessaire]
Dans l'Union européenne, sa pêche fait l'objet d'un moratoire depuis 2010 dans les eaux européennes. Il y est interdit de pêcher et débarquer des requins-taupes communs. Si des spécimens sont capturés accidentellement, ils doivent être relâchés en mer. En outre, les bateaux de pêche européens ont interdiction de pêcher le requin-taupe commun sur toutes les mers.